# Olympische Geschichte Kirgisistans
| Gelbes Symbol für Goldmedaillen mit stilisierten Olympischen Ringen | Graues Symbol für Silbermedaillen mit stilisierten Olympischen Ringen | Braundes Symbol für Bronzemedaillen mit stilisierten Olympischen Ringen |
| ------------------------------------------------------------------- | --------------------------------------------------------------------- | ----------------------------------------------------------------------- |
| —                                                                   | 3                                                                     | 4                                                                       |

Kirgisistan, dessen NOK, das Kyrgys Respublikassynyn uluttuk olimpiada komiteti, 1991 gegründet und 1993 vom IOC anerkannt wurde, nimmt seit 1994 an allen Olympischen Spielen, Winter- und Sommerspiele, teil. Damit ist Kirgisistan eines der wenigen Länder, deren Olympiadebüt bei Winterspielen stattfand. Sportler aus Kirgisistan traten in der Zeit der Sowjetunion von 1952 bis 1988 für die sowjetische Olympiamannschaft an. 1992 waren kirgisische Sportler in die Mannschaft der GUS integriert. Jugendliche Sportler nahmen an allen bislang ausgetragenen Jugendspielen im Sommer und im Winter teil.

## Übersicht

### Sommerspiele
Kirgisistan trat als unabhängiger Staat erstmals 1996 bei Olympischen Sommerspielen an. Der erste Olympionike war am 19. Juli 1996 der Ringer Raatbek Sanatbajew, der zugleich der erste Mann aus Kirgisistan bei Olympischen Spielen war. Die erste Frau bei Sommerspielen war am 20. Juli 1996 die Schwimmerin Victoria Poljajewa. Neben den Ringern und den Schwimmern traten in der ersten Mannschaft auch Leichtathleten, Boxer, Judoka, Sportschützen, Kanuten, Radrennfahrer und moderne Fünfkämpfer an. Bei folgenden Sommerspielen traten kirgisische Athleten in den Sportarten Fechten und Gewichtheben (ab 2000), Taekwondo (ab 2008) und Segeln (ab 2012) an.
In Sydney 2000 gelang der erste kirgisische Medaillengewinn. Der Judoka Aidyn Smaghulow gewann Bronze im Extraleichtgewicht. Drei weitere Medaillen folgten 2008 in Peking. Im griechisch-römischen Ringen gewann Kanatbek Begalijew Silber im Weltergewicht. Im Leichtgewicht gewann Ruslan Tümönbajew Bronze. Im Freistilringen wurde dem Leichtgewichtler Basar Basargurujew nachträglich die Bronzemedaille übergeben, nachdem der ursprüngliche Silbermedaillengewinner Wassil Fedoryschyn des Dopings überführt und disqualifiziert wurde.
Bei den folgenden Sommerspielen in London und Rio de Janeiro blieben kirgisische Athleten erfolglos. Die Spiele von Tokio im Jahr 2020 wurden die bis dahin erfolgreichsten für Kirgisistan, mit zwei Silber- und einer Bronzemedaillen. Sämtliche Medaillen wurden im Ringen gewonnen.

### Winterspiele
Kirgisistans erster Auftritt bei Olympischen Spielen geschah bei den Winterspielen 1994 in Lillehammer. Die Biathletin Jewgenija Roppel, einzige Athletin der Mannschaft in Lillehammer, war am 18. Februar 1994 die erste Teilnehmerin aus Kirgisistan bei Olympischen Spielen. Bei den folgenden Winterspielen traten kirgisische Athleten in den Sportarten Skispringen (ab 2002), Ski Alpin (ab 2006) und Skilanglauf (ab 2010) an. Der erste männliche Wintersportler des Landes war am 11. Februar 1998 der Biathlet Alexander Tropnikow.

### Jugendspiele

#### Jugend-Sommerspiele
Bei den ersten Jugend-Sommerspielen 2010 in Singapur nahmen acht jugendliche Athleten, sieben Jungen und ein Mädchen, teil. Sie traten in den Sportarten Boxen, Kanusport, Ringen, Schwimmen, moderner Fünfkampf und Judo an. Der Ringer Urmatbek Amatow wurde Jugend-Olympiasieger im Mittelgewicht des griechisch-römischen Stils. Sein Teamkamerad Schadybek Sulaimanow gewann Bronze im Leichtgewicht. Der Judoka Bolot Toktogonow gewann Bronze im Schwergewicht.
Bei den zweiten Jugend-Sommerspielen, die 2014 in Nanjing durchgeführt wurden, nahmen sieben Jugendliche teil, sechs Jungen und ein Mädchen. Sie traten im Judo, Gewichtheben, Kanusport, Reiten, moderner Fünfkampf und Schießen an. Der Judoka Rostislaw Daschkow gewann Silber im Schwergewicht.

#### Jugend-Winterspiele
Bei den Jugend-Winterspielen 2012 in Innsbruck nahm ein kirgisischer Skilangläufer teil, 2016 in Lillehammer eine Biathletin.

## Übersicht der Teilnehmer

### Sommerspiele
| Jahr      | Athleten                                                        | Athleten                                                        | Athleten                                                        | Flaggenträger                                                   | Sportarten                                                      | Sportarten                                                      | Sportarten                                                      | Sportarten                                                      | Sportarten                                                      | Sportarten                                                      | Sportarten                                                      | Sportarten                                                      | Sportarten                                                      | Sportarten                                                      | Sportarten                                                      | Sportarten                                                      | Sportarten                                                      | Sportarten                                                      | Sportarten                                                      | Medaillen                                                       | Medaillen                                                       | Medaillen                                                       | Medaillen                                                       | Medaillen                                                       |
| Jahr      | Gesamt                                                          | m                                                               | w                                                               | Flaggenträger                                                   | Leichtathletik                                                  | Boxen                                                           | Ringen                                                          | Judo                                                            | Schießen                                                        | Kanusport                                                       | Radsport                                                        | Moderner Fünfkampf                                              | Fechten                                                         | Schwimmen                                                       | Gewichtheben                                                    | Taekwondo                                                       | Segeln                                                          |                                                                 |                                                                 |                                                                 |                                                                 |                                                                 | Gesamt                                                          | Rang                                                            |
| --------- | --------------------------------------------------------------- | --------------------------------------------------------------- | --------------------------------------------------------------- | --------------------------------------------------------------- | --------------------------------------------------------------- | --------------------------------------------------------------- | --------------------------------------------------------------- | --------------------------------------------------------------- | --------------------------------------------------------------- | --------------------------------------------------------------- | --------------------------------------------------------------- | --------------------------------------------------------------- | --------------------------------------------------------------- | --------------------------------------------------------------- | --------------------------------------------------------------- | --------------------------------------------------------------- | --------------------------------------------------------------- | --------------------------------------------------------------- | --------------------------------------------------------------- | --------------------------------------------------------------- | --------------------------------------------------------------- | --------------------------------------------------------------- | --------------------------------------------------------------- | --------------------------------------------------------------- |
| 1896–1948 | nicht teilgenommen                                              | nicht teilgenommen                                              | nicht teilgenommen                                              | nicht teilgenommen                                              | nicht teilgenommen                                              | nicht teilgenommen                                              | nicht teilgenommen                                              | nicht teilgenommen                                              | nicht teilgenommen                                              | nicht teilgenommen                                              | nicht teilgenommen                                              | nicht teilgenommen                                              | nicht teilgenommen                                              | nicht teilgenommen                                              | nicht teilgenommen                                              | nicht teilgenommen                                              | nicht teilgenommen                                              | nicht teilgenommen                                              | nicht teilgenommen                                              | nicht teilgenommen                                              | nicht teilgenommen                                              | nicht teilgenommen                                              | nicht teilgenommen                                              | nicht teilgenommen                                              |
| 1952–1988 | Teilnahme in den Olympiamannschaften der ehemaligen Sowjetunion | Teilnahme in den Olympiamannschaften der ehemaligen Sowjetunion | Teilnahme in den Olympiamannschaften der ehemaligen Sowjetunion | Teilnahme in den Olympiamannschaften der ehemaligen Sowjetunion | Teilnahme in den Olympiamannschaften der ehemaligen Sowjetunion | Teilnahme in den Olympiamannschaften der ehemaligen Sowjetunion | Teilnahme in den Olympiamannschaften der ehemaligen Sowjetunion | Teilnahme in den Olympiamannschaften der ehemaligen Sowjetunion | Teilnahme in den Olympiamannschaften der ehemaligen Sowjetunion | Teilnahme in den Olympiamannschaften der ehemaligen Sowjetunion | Teilnahme in den Olympiamannschaften der ehemaligen Sowjetunion | Teilnahme in den Olympiamannschaften der ehemaligen Sowjetunion | Teilnahme in den Olympiamannschaften der ehemaligen Sowjetunion | Teilnahme in den Olympiamannschaften der ehemaligen Sowjetunion | Teilnahme in den Olympiamannschaften der ehemaligen Sowjetunion | Teilnahme in den Olympiamannschaften der ehemaligen Sowjetunion | Teilnahme in den Olympiamannschaften der ehemaligen Sowjetunion | Teilnahme in den Olympiamannschaften der ehemaligen Sowjetunion | Teilnahme in den Olympiamannschaften der ehemaligen Sowjetunion | Teilnahme in den Olympiamannschaften der ehemaligen Sowjetunion | Teilnahme in den Olympiamannschaften der ehemaligen Sowjetunion | Teilnahme in den Olympiamannschaften der ehemaligen Sowjetunion | Teilnahme in den Olympiamannschaften der ehemaligen Sowjetunion | Teilnahme in den Olympiamannschaften der ehemaligen Sowjetunion |
| 1992      | Teilnahme in der Olympiamannschaft des Vereinten Teams          | Teilnahme in der Olympiamannschaft des Vereinten Teams          | Teilnahme in der Olympiamannschaft des Vereinten Teams          | Teilnahme in der Olympiamannschaft des Vereinten Teams          | Teilnahme in der Olympiamannschaft des Vereinten Teams          | Teilnahme in der Olympiamannschaft des Vereinten Teams          | Teilnahme in der Olympiamannschaft des Vereinten Teams          | Teilnahme in der Olympiamannschaft des Vereinten Teams          | Teilnahme in der Olympiamannschaft des Vereinten Teams          | Teilnahme in der Olympiamannschaft des Vereinten Teams          | Teilnahme in der Olympiamannschaft des Vereinten Teams          | Teilnahme in der Olympiamannschaft des Vereinten Teams          | Teilnahme in der Olympiamannschaft des Vereinten Teams          | Teilnahme in der Olympiamannschaft des Vereinten Teams          | Teilnahme in der Olympiamannschaft des Vereinten Teams          | Teilnahme in der Olympiamannschaft des Vereinten Teams          | Teilnahme in der Olympiamannschaft des Vereinten Teams          | Teilnahme in der Olympiamannschaft des Vereinten Teams          | Teilnahme in der Olympiamannschaft des Vereinten Teams          | Teilnahme in der Olympiamannschaft des Vereinten Teams          | Teilnahme in der Olympiamannschaft des Vereinten Teams          | Teilnahme in der Olympiamannschaft des Vereinten Teams          | Teilnahme in der Olympiamannschaft des Vereinten Teams          | Teilnahme in der Olympiamannschaft des Vereinten Teams          |
| 1996      | 33                                                              | 26                                                              | 7                                                               | Sergei Aschitschmin                                             | 6                                                               | 3                                                               | 4                                                               | 2                                                               | 2                                                               | 2                                                               | 1                                                               | 1                                                               |                                                                 |                                                                 |                                                                 |                                                                 |                                                                 |                                                                 |                                                                 |                                                                 |                                                                 |                                                                 |                                                                 |                                                                 |
| 2000      | 48                                                              | 35                                                              | 13                                                              | Raatbek Sanatbajew                                              | 8                                                               | 5                                                               | 6                                                               | 5                                                               | 2                                                               |                                                                 | 1                                                               |                                                                 | 1                                                               | 18                                                              | 2                                                               |                                                                 |                                                                 |                                                                 |                                                                 |                                                                 |                                                                 | 1                                                               | 1                                                               | 71                                                              |
| 2004      | 29                                                              | 22                                                              | 7                                                               | Mital Scharipow                                                 | 7                                                               | 2                                                               | 8                                                               | 1                                                               | 1                                                               |                                                                 | 1                                                               | 2                                                               |                                                                 | 6                                                               | 1                                                               |                                                                 |                                                                 |                                                                 |                                                                 |                                                                 |                                                                 |                                                                 |                                                                 |                                                                 |
| 2008      | 20                                                              | 16                                                              | 4                                                               | Talant Dschanagulow                                             | 5                                                               | 1                                                               | 5                                                               | 2                                                               | 1                                                               |                                                                 |                                                                 |                                                                 | 1                                                               | 3                                                               | 1                                                               | 1                                                               |                                                                 |                                                                 |                                                                 |                                                                 | 1                                                               | 2                                                               | 3                                                               | 64                                                              |
| 2012      | 14                                                              | 11                                                              | 3                                                               | Dschingis Mamedow                                               | 2                                                               |                                                                 | 4                                                               | 2                                                               | 1                                                               |                                                                 |                                                                 |                                                                 |                                                                 | 2                                                               | 1                                                               | 1                                                               | 1                                                               |                                                                 |                                                                 |                                                                 |                                                                 |                                                                 |                                                                 |                                                                 |
| 2016      | 19                                                              | 12                                                              | 7                                                               | Erkin Adylbek Uulu                                              | 5                                                               | 1                                                               | 7                                                               | 2                                                               |                                                                 |                                                                 |                                                                 |                                                                 |                                                                 | 2                                                               | 2                                                               |                                                                 |                                                                 |                                                                 |                                                                 |                                                                 |                                                                 |                                                                 |                                                                 |                                                                 |
| 2020      | 17                                                              | 11                                                              | 6                                                               | Kanykei Kubanychbekova                                          | 3                                                               |                                                                 | 9                                                               | 1                                                               |                                                                 |                                                                 |                                                                 |                                                                 |                                                                 | 1                                                               | 1                                                               |                                                                 |                                                                 | 1                                                               | 1                                                               |                                                                 | 2                                                               | 1                                                               | 3                                                               | 70                                                              |
| Gesamt    | Gesamt                                                          | Gesamt                                                          | Gesamt                                                          | Gesamt                                                          | Gesamt                                                          | Gesamt                                                          | Gesamt                                                          | Gesamt                                                          | Gesamt                                                          | Gesamt                                                          | Gesamt                                                          | Gesamt                                                          | Gesamt                                                          | Gesamt                                                          | Gesamt                                                          | Gesamt                                                          | Gesamt                                                          | Gesamt                                                          | Gesamt                                                          | 0                                                               | 3                                                               | 4                                                               | 7                                                               | 118                                                             |

### Winterspiele
| Jahr      | Athleten                                                        | Athleten                                                        | Athleten                                                        | Flaggenträger                                                   | Sportarten                                                      | Sportarten                                                      | Sportarten                                                      | Sportarten                                                      | Medaillen                                                       | Medaillen                                                       | Medaillen                                                       | Medaillen                                                       | Medaillen                                                       |
| Jahr      | Gesamt                                                          | m                                                               | w                                                               | Flaggenträger                                                   | Biathlon                                                        | Skispringen                                                     | Ski Alpin                                                       | Skilanglauf                                                     |                                                                 |                                                                 |                                                                 | Gesamt                                                          | Rang                                                            |
| --------- | --------------------------------------------------------------- | --------------------------------------------------------------- | --------------------------------------------------------------- | --------------------------------------------------------------- | --------------------------------------------------------------- | --------------------------------------------------------------- | --------------------------------------------------------------- | --------------------------------------------------------------- | --------------------------------------------------------------- | --------------------------------------------------------------- | --------------------------------------------------------------- | --------------------------------------------------------------- | --------------------------------------------------------------- |
| 1924–1948 | nicht teilgenommen                                              | nicht teilgenommen                                              | nicht teilgenommen                                              | nicht teilgenommen                                              | nicht teilgenommen                                              | nicht teilgenommen                                              | nicht teilgenommen                                              | nicht teilgenommen                                              | nicht teilgenommen                                              | nicht teilgenommen                                              | nicht teilgenommen                                              | nicht teilgenommen                                              | nicht teilgenommen                                              |
| 1952–1988 | Teilnahme in den Olympiamannschaften der ehemaligen Sowjetunion | Teilnahme in den Olympiamannschaften der ehemaligen Sowjetunion | Teilnahme in den Olympiamannschaften der ehemaligen Sowjetunion | Teilnahme in den Olympiamannschaften der ehemaligen Sowjetunion | Teilnahme in den Olympiamannschaften der ehemaligen Sowjetunion | Teilnahme in den Olympiamannschaften der ehemaligen Sowjetunion | Teilnahme in den Olympiamannschaften der ehemaligen Sowjetunion | Teilnahme in den Olympiamannschaften der ehemaligen Sowjetunion | Teilnahme in den Olympiamannschaften der ehemaligen Sowjetunion | Teilnahme in den Olympiamannschaften der ehemaligen Sowjetunion | Teilnahme in den Olympiamannschaften der ehemaligen Sowjetunion | Teilnahme in den Olympiamannschaften der ehemaligen Sowjetunion | Teilnahme in den Olympiamannschaften der ehemaligen Sowjetunion |
| 1992      | nicht teilgenommen                                              | nicht teilgenommen                                              | nicht teilgenommen                                              | nicht teilgenommen                                              | nicht teilgenommen                                              | nicht teilgenommen                                              | nicht teilgenommen                                              | nicht teilgenommen                                              | nicht teilgenommen                                              | nicht teilgenommen                                              | nicht teilgenommen                                              | nicht teilgenommen                                              | nicht teilgenommen                                              |
| 1994      | 1                                                               | 0                                                               | 1                                                               | Jewgenija Roppel                                                | 1                                                               |                                                                 |                                                                 |                                                                 |                                                                 |                                                                 |                                                                 |                                                                 |                                                                 |
| 1998      | 1                                                               | 1                                                               | 0                                                               | Alexander Tropnikow                                             | 1                                                               |                                                                 |                                                                 |                                                                 |                                                                 |                                                                 |                                                                 |                                                                 |                                                                 |
| 2002      | 2                                                               | 2                                                               | 0                                                               | Dmitri Tschwikow                                                | 1                                                               | 1                                                               |                                                                 |                                                                 |                                                                 |                                                                 |                                                                 |                                                                 |                                                                 |
| 2006      | 1                                                               | 1                                                               | 0                                                               | Iwan Borissow                                                   |                                                                 |                                                                 | 1                                                               |                                                                 |                                                                 |                                                                 |                                                                 |                                                                 |                                                                 |
| 2010      | 2                                                               | 1                                                               | 1                                                               | Dmitri Trelewski                                                |                                                                 |                                                                 | 1                                                               | 1                                                               |                                                                 |                                                                 |                                                                 |                                                                 |                                                                 |
| 2014      | 1                                                               | 1                                                               | 0                                                               | Dmitri Trelewski                                                |                                                                 |                                                                 | 1                                                               |                                                                 |                                                                 |                                                                 |                                                                 |                                                                 |                                                                 |
| 2018      | 2                                                               | 2                                                               | 0                                                               | Tariel Dscharkymbajew                                           |                                                                 |                                                                 | 1                                                               | 1                                                               |                                                                 |                                                                 |                                                                 |                                                                 |                                                                 |
| 2022      | 1                                                               | 1                                                               | 0                                                               | Maxim Gordejew                                                  |                                                                 |                                                                 | 1                                                               |                                                                 |                                                                 |                                                                 |                                                                 |                                                                 |                                                                 |
| Gesamt    | Gesamt                                                          | Gesamt                                                          | Gesamt                                                          | Gesamt                                                          | Gesamt                                                          | Gesamt                                                          | Gesamt                                                          | Gesamt                                                          | 0                                                               | 0                                                               | 0                                                               | 0                                                               | -                                                               |

## Liste der Medaillengewinner

### Goldmedaillen
Bislang (Stand 2023) keine Goldmedaillen

### Silbermedaillen
| Name                | Spiele      | Sportart | Disziplin                        | Anmerkung |
| ------------------- | ----------- | -------- | -------------------------------- | --------- |
| Kanatbek Begalijew  | 2008 Peking | Ringen   | Leichtgewicht griechisch-römisch |           |
| Akdschol Machmudow  | 2020 Tokio  | Ringen   | Weltergewicht griechisch-römisch |           |
| Aissuluu Tynybekowa | 2020 Tokio  | Ringen   | Mittelgewicht Freistil           |           |

### Bronzemedaillen
| Name                   | Spiele      | Sportart | Disziplin                       | Anmerkung |
| ---------------------- | ----------- | -------- | ------------------------------- | --------- |
| Aidyn Smaghulow        | 2000 Sydney | Judo     | Extraleichtgewicht              |           |
| Ruslan Tümönbajew      | 2008 Peking | Ringen   | Federgewicht griechisch-römisch |           |
| Basar Basargurujew     | 2008 Peking | Ringen   | Leichtgewicht Freistil          |           |
| Meerim Dschumanasarowa | 2020 Tokio  | Ringen   | Halbschwergewicht Freistil      |           |

## Medaillen nach Sportart
| Sportart | Gold | Silber | Bronze | Gesamt |
| Ringen   | 0    | 3      | 3      | 6      |
| Judo     | 0    | 0      | 1      | 1      |
| Gesamt   | 0    | 3      | 4      | 7      |